# Gendarmaria Nacional do Gabão
A Gendarmaria Nacional gabonesa (em francês:  Gendarmerie nationale gabonaise) é a força policial nacional responsável pela aplicação da lei no Gabão. Está sob o comando direto do presidente da República Gabonesa. A Gendarmaria também é responsável pela Guarda Republicana Gabonesa.
As principais tarefas da gendarmaria são defender as fronteiras do país, garantir a segurança pública e fazer cumprir as ações tomadas pelas autoridades judiciais e governamentais.gabonesa foi fundada em 1960, após a adesão do Gabão à independência.
Sucedeu ao destacamento da gendarmaria colonial francesa designado para o território gabonês em 1929, pelo Governo Geral da África Equatorial Francesa.
É regida pelos decretos de 27 de abril de 1982 e de 14 de janeiro de 1983, que regulam a organização da Gendarmaria Nacional.

## Anexo

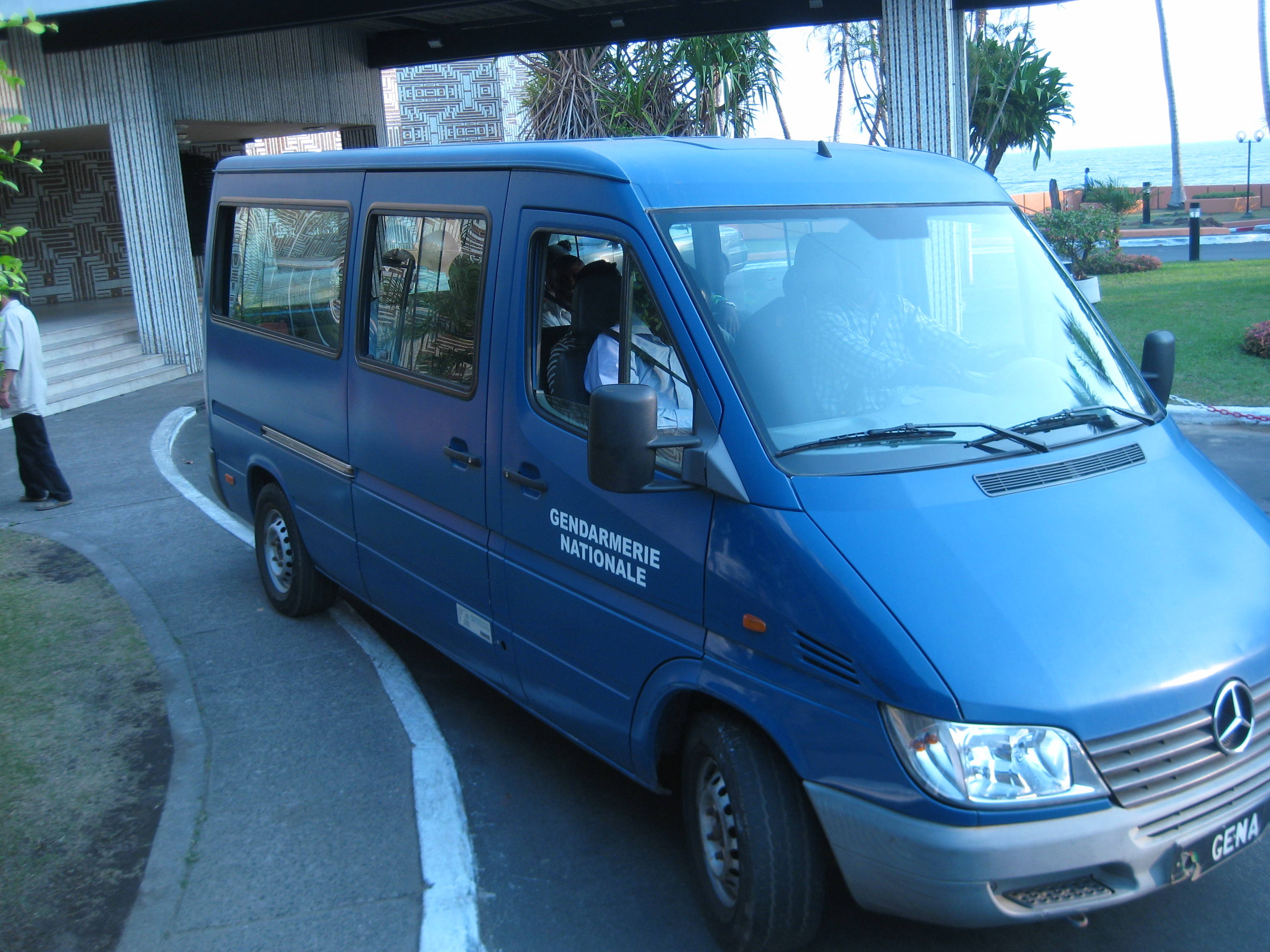
Uma van Mercedes Sprinter da sede da Gendarmaria Nacional do Gabão em Libreville.

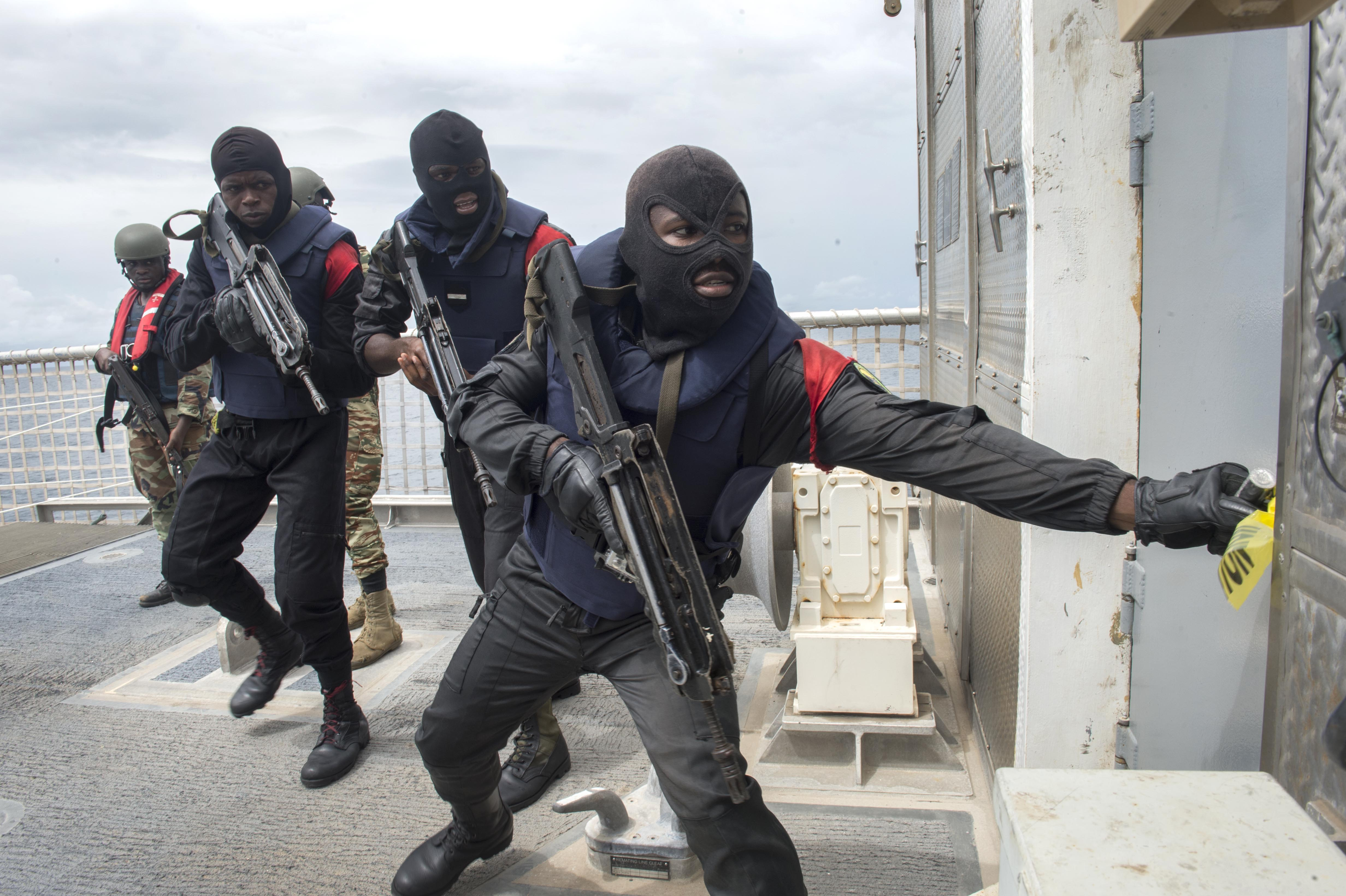
Marinheiros e pessoal da Gendarmeria Nacional gabinesa durante missão de treinamento

A Gendarmaria Nacional é uma força militar colocada sob a autoridade do presidente da República Gabonesa, do comandante supremo das Forças Armadas e do ministro da Defesa Nacional.
É parte integrante das “forças de defesa e segurança” e sua principal unidade é a Guarda Republicana Gabonesa, responsável pela segurança do presidente da República, seus familiares e altos funcionários estatais. Eventualmente, executa missões de apoio à segurança interna do país.

## Missões
As principais missões da gendarmaria são:
- defender o território;
- garantir a segurança pública;
- garantir a manutenção da ordem e a aplicação das leis e regulamentos;
- assegurar a atuação direta das polícias judiciária, administrativa e militar.

A sua jurisdição exerce-se sobre toda a extensão do território nacional, bem como sobre as forças armadas gabonesa, em relação ao serviço de policiamento sobre seu militares.